# Уратея
Уратея (лат. Ouratea) — род древесных растений семейства Охновые (Ochnaceae) порядка Мальпигиецветные (Malpighiales). Наиболее крупный род семейства: включает около 300 видов растений, распространённых в тропиках Северной и Южной Америки, а также Африки.
Род Уратея близок к охне (Ochna), типовому роду семейства; в частности, у представителей обоих этих родов в семенах отсутствует эндосперм. Уратея, Охна и несколько других мелких родов объединены в трибу собственно охновых (Ochneae). Одним из отличительных признаков этих двух родов является количество тычинок: у растений рода Уратея их десять, в то время как у растений рода Охна их больше десяти.

## Распространение
Ареал рода охватывает тропические регионы Северной Америки (Центральная Америка, Вест-Индия, почти вся территория Мексики) и Южной Америки (южная граница ареала расположена в Перу, Боливии, Парагвае и Бразилии). Кроме того, растения этого рода встречаются в Центральной Африке (Габон, Камерун).

## Биологическое описание
Деревья и кустарники. Листья могут быть различного типа — как с черешками, так и без них. Листовые пластинки могут быть как с пильчатым краем, так и цельнокрайные.

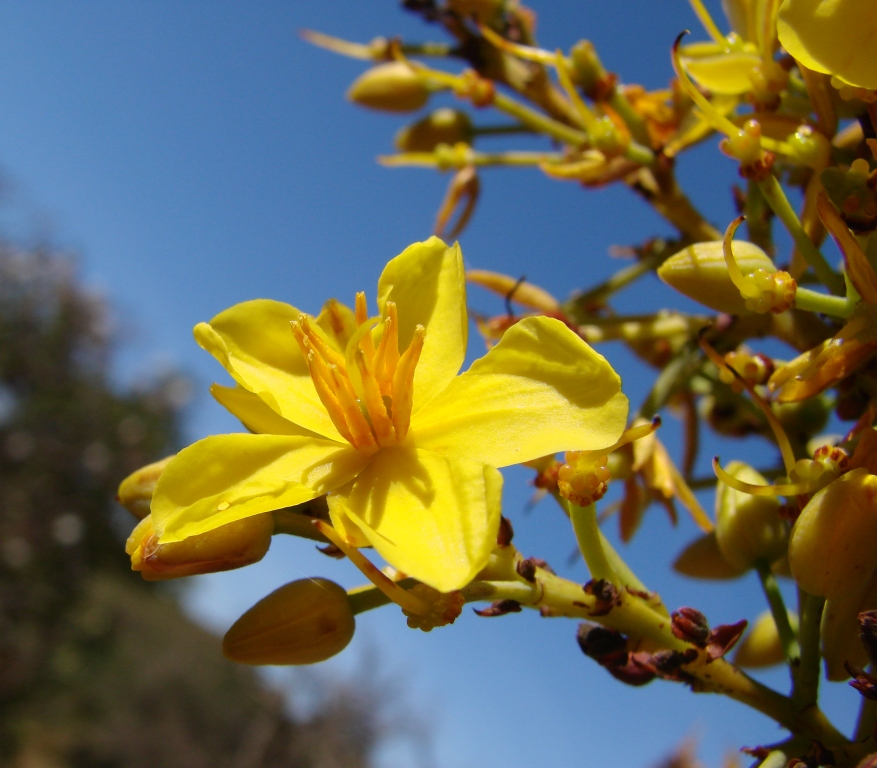
Ouratea hexasperma, цветок крупным планом

Соцветия — различного типа: метельчатые, кистевидные, зонтиковидные; иногда могут быть редуцированными до 1—2 цветков. Чашечка состоит из пяти чашелистиков, которые в цветке обычно зелёные или жёлтые; после цветения они обычно сохраняются, при этом меняют цвет на красный (различного оттенка) и увеличиваются в размерах. Венчик состоит из пяти лепестков, обычно они жёлтого цвета, намного реже — белого. Тычинок десять. Завязь содержит от 5 до 10 гнёзд, в каждом из которых находится единственный семязачаток; все столбики полностью сросшиеся. Уратея по строению гинецея и андроцея является наиболее примитивным родом в семействе.

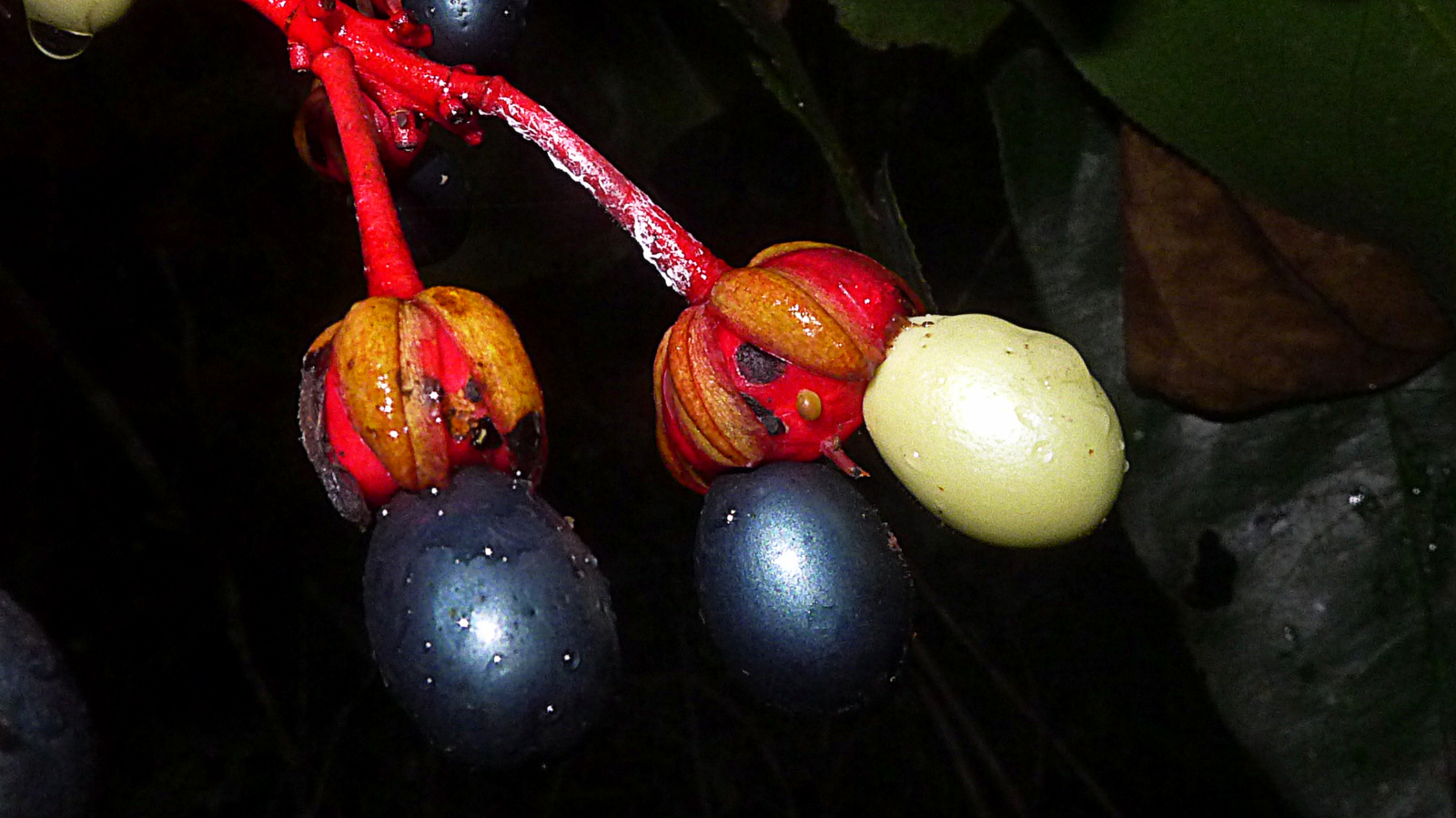
Ouratea gigantophylla, плоды крупным планом: зрелые (чёрные) и незрелый (светлый)

Плод — односеменная костянка коричневого либо чёрного цвета с мясистым либо кожистым межплодником. Плоды созревают, будучи прикреплёнными к расросшемуся цветоложу, которое при плодах становится красным или оранжевым, увеличившемуся в размерах. В каждом цветке образуется от одного до нескольких плодов. Семена — различной формы, без эндосперма. зародыш может быть как прямым, так и изогнутым.

## Синонимы
В синонимику рода входят следующие названия (все синонимы являются гетеротипными):
- Ancouratea Tiegh. (1902)
- Camptouratea Tiegh. (1902)
- Cercanthemum Tiegh. (1902)
- Cercinia Tiegh. (1902)
- Cercouratea Tiegh. (1902)
- Cittorhinchus Willd. ex Kunth (1823)
- Dasouratea Tiegh. (1902)
- Diouratea Tiegh. (1902)
- Gomphia Schreb. (1789)
- Gymnouratella Tiegh. (1902)
- Hemiouratea Tiegh. (1902)
- Isouratea Tiegh. (1902)
- Kaieteurea Dwyer (1942)
- Microuratea Tiegh. (1902)
- Notouratea Tiegh. (1902)
- Ouratella Tiegh. (1902)
- Pilouratea Tiegh. (1902)
- Pleouratea Tiegh. (1902)
- Plicouratea Tiegh. (1902)
- Polyouratea Tiegh. (1902)
- Setouratea Tiegh. (1902)
- Stenouratea Tiegh. (1902)
- Tetrouratea Tiegh. (1902)
- Trichouratea Tiegh. (1902)
- Villouratea Tiegh. (1902)
- Volkensteinia Tiegh. (1902)
- Wolkensteinia Regel (1865)

## Виды
По информации базы данных Plants of the World Online (по состоянию на начало 2023 года), род включает 293 вида (в том числе один гибридный).
Одним из наиболее известных видов является Уратея мелкоцветковая (Ouratea parviflora), культивируемая и произрастающая в дикой природе в Бразилии; имеет важное практическое значение как источник масла, используемого в местной кулинарии.

## Комментарии
1. ↑  В издании «Жизнь растений» говорится о пантропическом распространении рода[2], что противоречит данным Plants of the World Online[4].
2. ↑  В источнике указано, что род включает 292 вида, однако сам список содержит 293 названия, включая один гибридный вид — Ouratea × acunae Borhidi[4].